# フレデリック・ブラウン (画家)

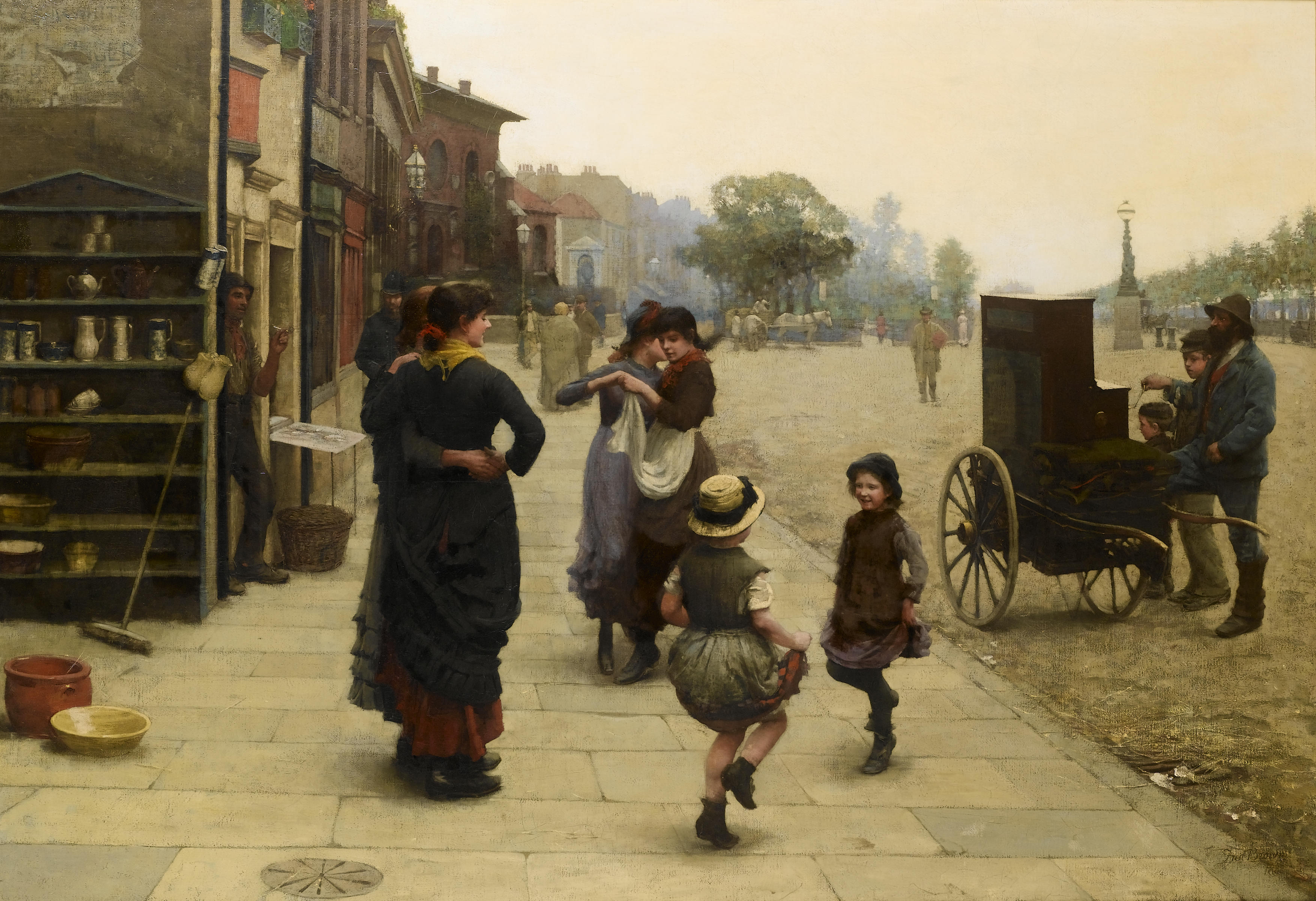
「即興のダンス」(1883)

フレデリック・ブラウン（Frederick Brown、1851年3月14日 - 1941年1月8日はイギリスの画家、美術教師である。

## 略歴
イングランド東部のエセックスのチェルムスフォードに生まれた。1877年から国立美術訓練学校（National Art Training School:現在のロイヤル・カレッジ・オブ・アート）で学んだ。後に、1886年の冬、パリの私立美術学校、アカデミー・ジュリアンでウィリアム・アドルフ・ブグローに学んだ。自然主義の画家、ジュール・バスティアン＝ルパージュの影響や、肖像画の分野ではジェームズ・マクニール・ホイッスラーの影響を受けた。
1886年に海外で修行した若手の画家たちが中心となって設立された、「ニュー・イングリッシュ・アート・クラブ」の創立会員となり規約を起草した。
1877年から1892年の間、ロンドンのウェストミンスター美術学校（Westminster School of Art）の教頭を務め、この時代の学生にはオーブリー・ビアズリー、ヘンリー・トンクス、フレデリック・ペグラムらがいる。
1893年から1918年の間は、ユニヴァーシティ・カレッジ・ロンドンのスレード教授職を務め、スレード美術学校で教えた。この時期の学生にはオーガスタス・ジョン、ウィリアム・オーペン、アルフレッド・ガース・ジョーンズ、パーシー・ウインダム・ルイス、エセル・ウォーカーらがいた。